# Niara Bely
Niara Bely (née en 1790 et morte le 14 avril 1879), également connue sous le nom d'Elizabeth Bailey Gomez, est une reine luso-africaine devenue une femme d'affaires de premier plan en Guinée au XIXe siècle. Elle était active dans le commerce des esclaves à Farenya, en Guinée.

## Biographie
Niara Bely est la fille d'Emmanuel Gomez, dirigeant luso-africain de Bakia, en Guinée. Elle étudie à Liverpool. À un moment donné, elle adopte également le nom occidentalisé d'Elizabeth Bailey Gomez.
En 1809, elle épouse le marchand d’esclaves Stiles Edward Lightbourn qui passe une grande partie de son temps à voyager à travers l’Atlantique. Le couple vivait à l'origine à Bangalan. Bely a par la suite maintenu un établissement commercial situé à Farenya, en Guinée. Pendant son séjour, elle est devenue une femme d'affaires de premier plan impliquée dans le commerce des esclaves. Elle résidait dans la colonie fortifiée, dans un bâtiment de deux étages qu'elle a décrit comme un "palais". Les preuves archéologiques suggèrent que la région est devenue un village seulement après que Bely a installé son avant-poste commercial. C'était la destination des routes commerciales des hauts plateaux du Fouta Djallon.
Lightbourn a été perdu en mer en 1833. Deux ans plus tard, Bely et son fils Stiles Jr ont été nommés chefs. Au cours des trente années suivantes, la famille se battra pour le contrôle de la région. Les enfants de Bely et Lightbourn ne résidaient pas à Farenya, mais à Gnanya qui était à l'époque le port de la région. En 1841, lorsqu’il mena une enquête sur son implication dans le commerce des esclaves, Benjamin Campbell admit librement qu’il avait fait affaire avec "Mme Lightbourn", mais dit qu’il n’avait acheté que des biens légitimes tels que de l’ivoire, des peaux, de la cire, de l’or et du café.

## Mort
En 1878, elle a été baptisée comme anglicane, plus tard des recherches archéologiques ont découvert les vestiges de l'église anglicane originale à Farenya. Elle est décédée le 14 avril 1879, la nouvelle est commémorée par le tir du canon de la colonie le lendemain matin.